# 門脇黙一
門脇 黙一（かどわき もくいち、1890年（明治23年）3月17日 - 没年不詳）は、日本の内務官僚。朝鮮総督府官僚。

## 経歴
広島県世羅郡三川村（現：府中市）出身。1911年（明治44年）、旧制修道中学校（現：修道中学校・高等学校）を卒業。広島県佐伯郡書記を経て、内務属として内務省に入省。1923年（大正12年）に高等試験行政科に合格し、岐阜県養老郡長、岐阜県社事兵事課長を務めた。1928年（昭和3年）より朝鮮総督府に転じ、忠清北道学務課長、同地方課長、馬山府尹、京畿道内務課長、平壌専売支局長、大邱府尹、全羅北道内務部長、京城地方専売局長などを歴任した。
1939年（昭和14年）に退官した後は、朝鮮海苔株式会社社長を務めた。